# الربادى (حارة)

تعديل مصدري - تعديل

حارة الربادى رحإب هي إحدى حارات مدينة رحاب بمحافظة إب، بلغ تعداد سكانها 126 نسمة حسب تعداد اليمن لعام 2004.